# Герб Мараньяна
Герб штату Мараньян — геральдична емблема та один з офіційних символів бразилійського штату Мараньян.

## Історія
Герб Штату було створено Указом № 58 від 30 грудня 1905 року, виданим 1-м виконуючим обов'язки заступника губернатора Александром Коларесом Морейра-молодшим і збереженим Законом № 416 від 27 серпня 1906 року, схваленим губернатором Бенедіто Перейра Лейте. Оригінальна модель має підпис дизайнера Лусіліо.

## Геральдичний опис
Герб складається із золотого картуша та центрального кола. Щит почетвертовано, на ньому прапор Мараньяна (перше чверть поле), зелене (друге чвертьполе) і золоте поле (четверте чвертьполе) — кольори Бразилії та золоте перо поверх срібного пергаменту у срібному полі (третє чвертьполе). Форма контуру поверхні щита буде такою ж, як у щита Швейцарської Конфедерації, і буде обмежена картушем в стилі бароко, що формується по контуру; поле щита буде поділено на чотири частини: дві, з одного боку, містять національні кольори, зелений і жовтий, і дві, з іншого боку, що містять, верхню, відтворену державний прапор, і нижню емблема Настанови посеред променів світла; щит увінчаний зеленим лавровим вінком.

## Герб Екваторіальної Франції (1612—1615)
Ймовірно, перший герб, наданий Мараньяну, був заснований королем Людовиком XIII, під час періоду Екваторіальної Франції, де регіон, що тепер складає північ штату, був захоплений і колонізований французами, які під проводом Даніеля де Ла Туша заснували місто Сан-Луїс. Описується герб так: Індійське сонце, оточене ліліями Франції, з девізом: Indis sol splendet, splendescunt lilia Gallis.